# Groupe de NGC 681
Le groupe de NGC 681 comprend au moins trois galaxies situées dans la constellation de la Baleine. La distance moyenne entre ce groupe et la Voie lactée est d'environ 23,4 Mpc (∼76,3 millions d'al). 

## Membres
Le tableau ci-dessous liste les 3 galaxies qui sont indiquées sur le site «Un Atlas de l'Univers» créé par Richard Powell.  
| Nom         | Classification | Type                  | α (J2000.0)   | δ (J2000.0)  | Vitesse radiale (km/s) | Magnitude apparente | Distance (Mpc) | Diamètre (kal) |
| ----------- | -------------- | --------------------- | ------------- | ------------ | ---------------------- | ------------------- | -------------- | -------------- |
| NGC 681     | SAB(s)ab       | Spirale intermédiaire | 01h 49m 10.8s | -10° 25′ 35″ | 1760 ± 7               | 12,0                | 21,9 ± 1,6     | 95             |
| NGC 701     | SB(rs)c        | Spirale barrée        | 01h 51m 03.8s | -09° 42′ 09″ | 1831 ± 5               | 12,2                | 23,0 ± 1,6     | 50             |
| MGC -2-5-53 | SB(s)d         | Spirale barrée        | 01h 49m 10.3s | -10° 03′ 40″ | 1989 ± 1               | 13,574 ± 0,015      | 25,3 ± 1,8     | 69             |

Le site DeepskyLog permet de trouver aisément les constellations des galaxies mentionnées dans ce tableau ou si elles ne s'y trouvent pas, l'outil du site constellation permet de le faire à l'aide des coordonnées de la galaxie. Sauf indication contraire, les données proviennent du site NASA/IPAC.